# Törnfåglarna (roman)
Törnfåglarna (originaltitel: The Thorn Birds) är en roman från 1977 av Colleen McCullough. Den filmatiserades som en TV-miniserie 1983 (se Törnfåglarna).
2003 listades romanen på 64:e plats på BBC:s survey The Big Read.

## Handling
Berättelsen tar sin början 1915. Jordbruksarbetaren Paddy Cleary har emigrerat från Irland till Nya Zeeland och lever där med sin vackra hustru Fiona "Fee" och deras sex barn Frank, Bob, Jack, Hugh, Stuart och Meggie. Familjen är fattig och både Paddy och Fee och barnen får kämpa hårt för att överleva. Äldste sonen Frank är familjens svarta får och har blivit en legendarisk slagskämpe redan vid sjutton års ålder. Han hatar yrket som smed som fadern har tvingat honom att utbilda sig till. I Australien har Paddys äldre syster Mary Carson gift sig rikt och som änka blivit den förmögnaste kvinnan i landet. Hon odlar en vänskap med den unge, stilige och ambitiöse prästen Ralph de Bricassart som fått tjänst som församlingspräst långt ute i obygden efter att ha förolämpat en överordnad.
Mary utser Paddy till sin arvinge och familjen Cleary flyttar till det stora godset Drogheda i Nya Syd Wales. Fee föder ytterligare tre söner Hal, James och Patsy. Som den enda flickan i familjen blir Meggie ofta åsidosatt och medan fadern och bröderna jobbar som boskapsskötare ute i vildmarken tillbringar Meggie all sin tid i hemmet med att hjälpa sin mor med hushållssysslor och ta hand om sina yngre syskon. Fader Ralph fattar tycke för Meggie och ett starkt band formas mellan dem. Vänskapen är en nagel i ögat på Mary Carson. Hon är hemligt förälskad i prästen och övertygad om att vänskapen kommer att övergå i en annan känsla när Meggie växer upp. När hon dör visar det sig att hon har testamenterat hela sin förmögenhet till Den Heliga Katolska Kyrkan i Rom. Fader Ralph kallas till Rom och tvingas lämna Meggie. Men deras vägar korsas igen.

### Fotnoter
1. ↑  "BBC - The Big Read". BBC. april 2003, läst 13 november 2012